# Municipio de Center Grove (Iowa)
El municipio de Center Grove (en inglés: Center Grove Township) es un municipio ubicado en el condado de Dickinson en el estado estadounidense de Iowa. En el año 2010 tenía una población de 8048 habitantes y una densidad poblacional de 86 personas por km².

## Geografía
El municipio de Center Grove se encuentra ubicado en las coordenadas 43°22′47″N 95°5′43″O / 43.37972, -95.09528. Según la Oficina del Censo de los Estados Unidos, el municipio tiene una superficie total de 93.58 km², de la cual 80.94 km² corresponden a tierra firme y (13.51%) 12.64 km² es agua.

## Demografía
Según el censo de 2010, había 8048 personas residiendo en el municipio de Center Grove. La densidad de población era de 86 hab./km². De los 8048 habitantes, el municipio de Center Grove estaba compuesto por el 98.07% blancos, el 0.2% eran afroamericanos, el 0.14% eran amerindios, el 0.48% eran asiáticos, el 0.06% eran isleños del Pacífico, el 0.17% eran de otras razas y el 0.87% pertenecían a dos o más razas. Del total de la población el 1.21% eran hispanos o latinos de cualquier raza.